# Barromán
Barromán település Spanyolországban, Ávila tartományban.  Lakosainak száma 175 fő (2024).

## Népesség
A település lakosságának változását az alábbi diagram mutatja:
| Lakosok száma | 255  | 226  | 223  | 223  | 207  | 195  | 184  | 185  | 181  | 175  |
|               | 2001 | 2004 | 2006 | 2009 | 2011 | 2014 | 2016 | 2019 | 2021 | 2024 |